# Trogoderma fantastica
Trogoderma fantastica – gatunek chrząszcza z rodziny skórnikowatych i podrodziny Megatominae.
Gatunek ten opisany został w 2006 roku przez Jiříego Hávę i Marcina Kadeja, którzy jako miejsce typowe wskazali lokalizację 9 km na północ od Cabo Rojo.
Chrząszcz o ciele długości od 2,2 do 2,7 mm, ubarwiony ciembrązowo z jasnobrązowymi odnóżami i czułkami oraz złotym i praiwe czarnym owłosieniem. Czułki grzebykowate, podobne jak u T. fasciferum. Mikropunktowane na dnie dołki na czułki zajmują cały hypomeron. tarczka widoczna. Owłosienie pokryw bardzo ciemne, prawie czarne, z trzema poprzecznymi przepaskami barwy kremowożółtawej.
Owad znany z dominikańskiej prowincji Pedernales.